# 王欽若
王欽若（962年—1025年），字定國，臨江軍新喻（今江西省新餘縣東門王家）人，北宋初期的政治家。諡文穆。王欽若是真宗時期的宰相，屬於當時的主和派，主張把國都南遷，與當時主戰的寇準對立。他亦因為主導編纂《冊府元龜》而知名。

## 生平
王欽若十八歲作《平晉賦論》献給宋太宗，又有屏联曰：“龙带晚烟归洞府，雁拖秋色过衡阳。”，太宗淳化三年（992年）登淳化進士甲科。歷任亳州（現安徽省亳州市）的防禦推官、秘書省秘書部，監廬州稅、改太常丞、判三司理欠憑由司。真宗益器重欽若，召試學士院，拜右正言、知製誥，召為翰林學士。蜀寇王均始平，為西川安撫使。咸平四年，授左諫議大夫、參知政事，以郊祀恩，加給事中。
欽若身材短小，脖子上有肉瘤，时人稱“瘿相”。王旦生前不重用欽若，直到王旦死後，王钦若始大用，王钦若发牢骚说：“为王公迟我十年作宰相！”王欽若是北宋開國以來第一位江南宰相。
景德元年（1004年）遼聖宗親征南下攻宋。宋真宗畏敵，聽從王欽若、陳堯叟等大臣之計，欲遷都往金陵（今南京市）南逃，以工部侍郎、參知政事判天雄軍事、提舉河北轉運司。同中書門下平章事寇準（961年—1023年）力排眾議，勸宋真宗至澶州（今河南濮陽）督戰，結果士氣大振，訂下“澶淵之盟”。景德三年（1006年）王欽若挑撥宋真宗：“澶淵之役，陛下不以為恥，而謂準有社稷功，何也？……城下之盟，《春秋》恥之。澶淵之舉，是城下之盟也。以萬乘之貴而為城下之盟，其何恥如之！”，後來寇準罷相。1008年（大中祥符元年）偽造“天書”，封禪泰山，王曾对仁宗曰：“钦若与丁谓、林特、陈彭年、刘承珪，时谓之‘五鬼’。奸邪险伪，诚如圣谕”。同年，與楊億、陳彭年等奉命編纂《冊府元龜》，全書一千卷，1013年（大中祥符六年）完成。冊府，是古代皇帝藏書冊之府庫，元龜即龜鑑的意思。
大中祥符九年（1016年）三月，加检校太师，加兵部郎，直史馆。天禧元年（1017年），官至同平章事。天禧三年（1019年）任皇太子（即其後的宋仁宗）之師，但失勢於丁謂。天聖元年（1023年）再任宰相，天聖三年（1025年）冬十月，兼譯經使，病逝於前往傳法院途中，赠太师、中书令，諡文穆，親事及所親信共二十餘人恩荫作官，“国朝以来宰相荣恩，未有钦若比者”。

## 評價
仁宗時，钦若路过杭州，拜访隐居西湖的林逋。林逋有詩送之：“虎牙熊轼隐铃斋，棠树阴阴长碧苔；丞相望崇宾谒少，清谈应喜道人来。”後世人評價王欽若時，一般把他與寇準作比較，對於他對寇準讒言及為封禪而花費大量財貨而批判。然而，現代亦有歷史學家指出，二人的相爭其實很可能是因為二人的背景不同使然：因為王欽若出身於富庶的江南，而寇準是華北人，所以寇準較著意於光復被侵佔的故土，而王欽若卻放眼於改善國家的經濟，使國家變得更強盛。而事實上，在王欽若執政期間，是北宋開國以來經濟力最強的時候，而且更為南人參政開創了先河。

## 外部連結
- 王瑞來：〈佞臣如何左右皇權：以北宋「癭相」王欽若為例 （页面存档备份，存于）〉。